# Şeyhi
Şeyhi (* 2. Hälfte des 14. Jahrhunderts in Germiyan; † nach 1429 Germiyan) war ein türkischer Dichter. Mit vollem Namen und Titel hieß er Mevlana Yusuf Sinan Germiyanî.
Şeyhi unternahm eine Studienreise nach Persien, die von großer Bedeutung für sein dichterisches Schaffen war. Er fertigte als Auftragsarbeit eine Nachdichtung von Nezāmis Chosrau und Schirin und unterhielt enge Kontakte zum Hof der türkischen Sultane
Die formvollendete Lyrik des Şeyhi erinnert an Hafis, dessen Dichtkunst Goethe zum West-östlichen Divan inspirierte, und steht in direkter Nachfolge von Nezami und Ahmedi. Der universal gebildete Arzt und Dichter verfasste mit seinem „Eselsbuch“ Kharname ein unvergängliches satirisches Meisterwerk der Literaturgeschichte.